# Kubasparvuggla
Kubasparvuggla (Glaucidium siju) är en fågel i familjen ugglor inom ordningen ugglefåglar.

## Utseende och läte
Kubasparvugglan är en mycket liten uggla med stirrande gula ögon och tydliga vita ögonbrynsstreck. Den förekommer i två färgformer, en grå och en rostfärgad. Sången består av en låg vissling som avges i långsamma serier. Bland andra läten hörs ett ljust och tunt "tsee, tsee-tsee-tsee-tsee-tsee" som gradvis ökar i ljudstyrka samt en serie med ljusa gnissliga ljud.

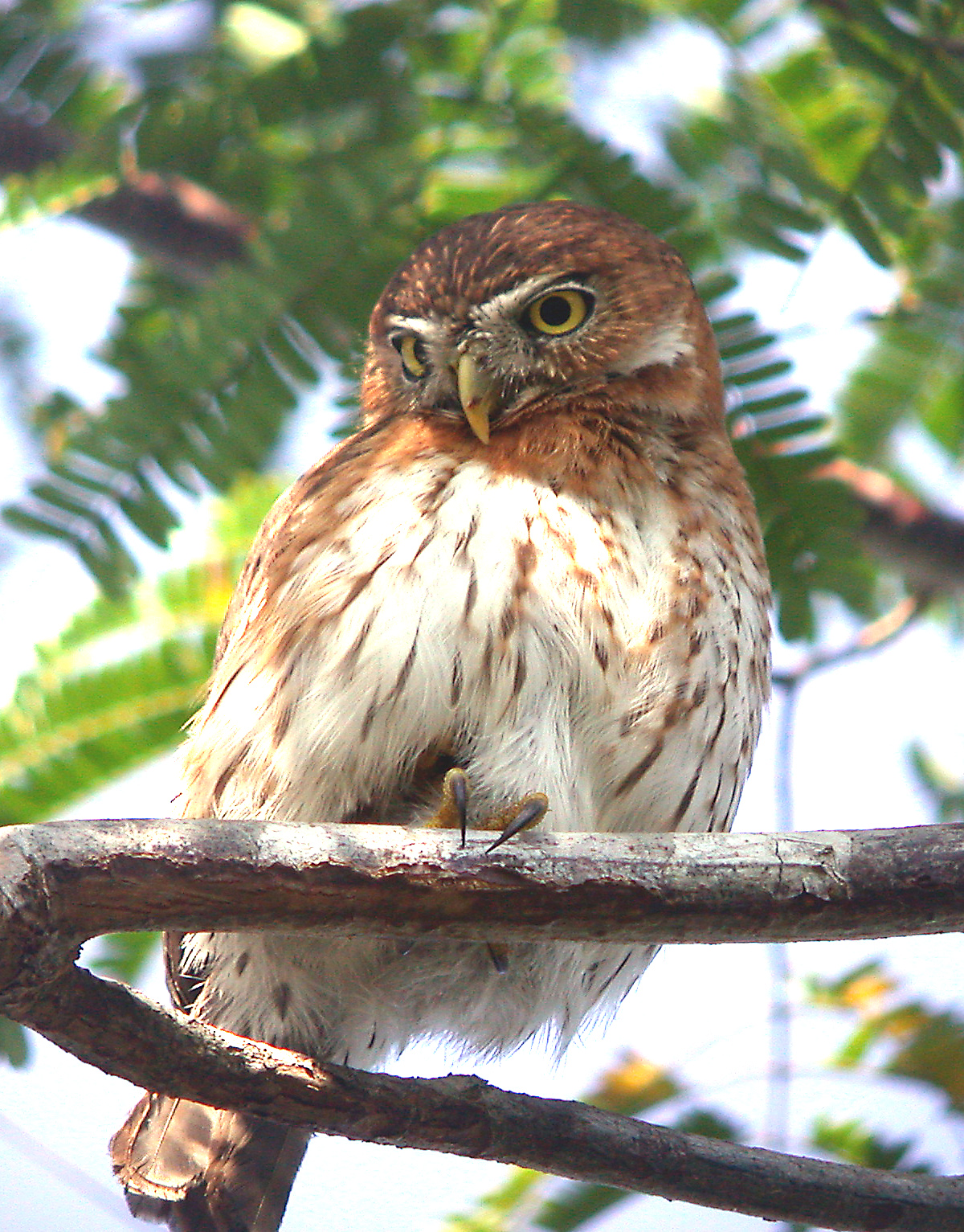

## Utbredning och systematik
Kubasparvugglan förekommer som namnet avslöjar på Kuba, men även intilligande Isla de la Juventud. Den delas in i tre underarter med följande utbredning:
- Glaucidium siju turquinense – förekommer på sydöstra delen av Kuba (Pico Turquino, i sydvästra Santiago de Cuba)
- Glaucidium siju siju – förekommer på övriga delar av Kuba
- Glaucidium siju vittatum – förekommer på Isla de la Juventud

## Levnadssätt
Kubasparvugglan hittas i olika skogsmiljöer och är aktiv natt som dag. Det ses ofta sittande med rest stjärt. När den skräms iväg flyger den endast korta avstånd på rundade vingar.

## Status och hot
Arten har ett stort utbredningsområde, men tros minska i antal, dock inte tillräckligt kraftigt för att den ska betraktas som hotad. Internationella naturvårdsunionen IUCN listar arten som livskraftig (LC).

## Namn
Fågelns vetenskapliga artnamn kommer från det lokala kubanska namnet "Sijú" för fågeln.